# 이정훈 (1994년)
이정훈(李政勳, 1994년 12월 7일 ~ )은 KBO 리그 kt wiz의 포수, 내야수, 외야수이다.

## KIA 타이거즈시절
2017년에 입단하였다. 2017년 4월 20일 kt전에서 데뷔 첫 경기를 치렀고, 경기 후반에 대수비로 출전해 타석에는 들어서지 못했다.

## 상무 야구단시절
2018년에 입단하였다.

## KIA 타이거즈복귀
2019년에 복귀하였다. 2022년 시즌 후 방출됐다.

## 롯데 자이언츠시절
2022년 11월에 입단하였다.

## kt wiz시절
2025년 6월 2일 박세진과 1:1로 트레이드되어 이적하였는데 롯데는 좌완 보강을 위해 박세진을 영입했으며 KT는 박세진을 롯데로 보낸 대신 LG에서 임준형을 데려오기도  했다.

## 별명
- 이정후의 별명 중 하나가 '바람의 손자'인데 이정후의 이름 끝 글자에 'ㄴ'을 추가하면 그의 이름이 돼서 '바람의 손잔'이라고 불린다.

## 출신 학교
- 교문초등학교
- 배재중학교
- 휘문고등학교
- 경희대학교

## 통산 기록
| 연도 | 팀명  | 타율  | 경기 | 타수 | 득점 | 안타 | 2루타 | 3루타 | 홈런 | 루타 | 타점 | 도루 | 도실 | 볼넷 | 사구 | 삼진 | 병살 | 실책 |
| ---- | ----- | ----- | ---- | ---- | ---- | ---- | ----- | ----- | ---- | ---- | ---- | ---- | ---- | ---- | ---- | ---- | ---- | ---- |
| 2017 | KIA   | 0.000 | 4    | 2    | 0    | 0    | 0     | 0     | 0    | 0    | 0    | 0    | 0    | 0    | 1    | 1    | 0    | 0    |
| 2019 | KIA   | 0.286 | 7    | 14   | 0    | 4    | 1     | 0     | 0    | 5    | 3    | 0    | 0    | 0    | 0    | 1    | 2    | 0    |
| 2020 | KIA   | 0.000 | 3    | 4    | 0    | 0    | 0     | 0     | 0    | 0    | 0    | 0    | 0    | 0    | 0    | 2    | 0    | 0    |
| 2021 | KIA   | 0.248 | 41   | 129  | 14   | 32   | 6     | 0     | 2    | 44   | 14   | 0    | 0    | 19   | 3    | 33   | 3    | 2    |
| 2022 | KIA   | 0.000 | 6    | 8    | 0    | 0    | 0     | 0     | 0    | 0    | 0    | 0    | 0    | 2    | 0    | 3    | 0    | 0    |
| 2023 | 롯데  | 0.296 | 59   | 152  | 17   | 45   | 7     | 0     | 1    | 55   | 17   | 1    | 1    | 13   | 3    | 28   | 1    | 1    |
| 2024 | 롯데  | 0.300 | 65   | 100  | 10   | 30   | 8     | 0     | 0    | 38   | 18   | 0    | 0    | 13   | 0    | 21   | 4    | 0    |
| 통산 | 7시즌 | 0.262 | 185  | 409  | 41   | 111  | 22    | 0     | 3    | 142  | 52   | 1    | 1    | 47   | 7    | 89   | 10   | 3    |